# Evil (série de televisão)
Evil (no Brasil Evil - Contatos Sobrenaturais) é uma série de televisão estadunidense de drama e suspense sobrenatural, criada por Robert King e Michelle King, produzida pela CBS Studios e King Size Productions, que estreou em 26 de setembro de 2019 no canal Columbia Broadcasting System. Apresenta um elenco que inclui Katja Herbers, Mike Colter, Michael Emerson, Aasif Mandvi, Kurt Fuller, Marti Matulis, Brooklyn Shuck, Skylar Gray, Maddy Crocco, Dalya Knapp e Christine Lahti.
Em maio de 2021, foi confirmado que a Paramount+ passaria a produzir a série. Sua segunda temporada estreou em 20 de junho de 2021.

## Enredo
Uma psicóloga forense cética (Herbers) alia-se a um seminarista católico (Colter) e a um especialista em tecnologia cético (Mandvi) para investigar supostos incidentes sobrenaturais relacionados a possessões e milagres.

## Elenco e personagens

### Principal
- Katja Herbers como Dr. Kristen Bouchard
- Mike Colter como David Acosta
- Aasif Mandvi como Ben Shakir
- Kurt Fuller como Dr. Kurt Boggs
- Marti Matulis como George
- Brooklyn Shuck como Lynn Bouchard
- Skylar Gray como Lila Bouchard
- Maddy Crocco como Lexis Bouchard
- Dalya Knapp como Laura Bouchard
- Christine Lahti como Sheryl Luria
- Michael Emerson como Dr. Leland Townsend
- Ashley Edner como Abbey (2° temporada)

### Recorrente
- Patrick Brammall como Andy Bouchard
- Boris McGiver como Monseigneur Matthew Korecki
- Kristen Connolly como Detetive Mira Byrd
- Clark Johnson como Padre Amara
- Danny Burstein como D.A. Lewis Cormier
- Noah Robbins como Sebastian Lewin
- Darren Pettie como Orson LeRoux
- Karen Pittman como Caroline Hopkins
- Sohina Sidhu como Karima Shakir
- Li Jun Li como Grace Ling
- Renée Elise Goldsberry como Renee Harris

## Episódio
| Temporada | Temporada | Episódios | Episódios | Originalmente lançado  | Originalmente lançado  | Originalmente lançado |
| Temporada | Temporada | Episódios | Episódios | Estreia da temporada   | Final da temporada     | Emissora              |
| --------- | --------- | --------- | --------- | ---------------------- | ---------------------- | --------------------- |
|           | 1         | 13        | 13        | 26 de setembro de 2019 | 30 de janeiro de 2020  | CBS                   |
|           | 2         | 13        | 13        | 20 de junho de 2021    | 12 de setembro de 2021 | Paramount+            |

## Transmissão
Evil estreou no Canadá pela Global em 26 de setembro de 2019. A CBS Studios International anunciou em 22 de outubro de 2019 que a série estrearia na Espanha pela Syfy em janeiro de 2020. Em 29 de outubro, a CBS anunciou que Evil estaria disponível no Globoplay no Brasil em 1º de novembro.

## Recepção
No Rotten Tomatoes, a série tem um índice de aprovação de 92% com base em 48 críticas, com uma classificação média de 7,73/10. O consenso crítico do site afirma: "Escrito de maneira inteligente e efetivamente perturbador, Evil funciona melhor quando se atreve a mergulhar nas profundezas das questões incômodas que coloca". O Metacritic, que usa uma média ponderada, atribuiu uma pontuação de 76 de 100 com base em 14 avaliações, indicando "críticas geralmente favoráveis". 